# 長島哲太
長島 哲太（ながしま てつた、1992年7月2日 - ）は、神奈川県出身のオートバイレーサー。

## 経歴
3歳からポケバイを始める。2008年にはGP-MONO国内ライセンスクラスでチャンピオンとなり、2011年のGP-MONOでも再びチャンピオンを獲得した。4ストローク化が進んだ翌2012年のJ-GP3クラスでも3勝を挙げ、総合2位と活躍。
2013年からはJ-GP2にステップアップし、第6戦岡山ラウンドでJ-GP2初優勝を挙げるなど総合6位と健闘。また、この年の日本GPではJiRチームからマイク・ディ・メッリオの負傷代役として指名されロードレース世界選手権のMoto2クラスに初参戦、20位で完走した。
また、翌2014年シーズンに向けて、JiRが当初起用を予定していた野左根航汰が当時の経済事情から参戦断念を表明したことから、後任として再びJiRからの指名を受けたことで、Moto2クラスへのフル参戦が決定した。マシンはクラス唯一となるTSRを使用（最終戦バレンシアGPのみNTSを使用）。
しかし、世界初挑戦となったこのシーズンは契約の経緯から参戦に向けた調整が万全と呼べる状況ではなかったことや、長島自身も初めて経験する海外の各サーキットへの対応に苦戦し、ポイント圏外での完走が続いた。追い討ちをかけるように、第12戦イギリスGPではフリー走行で他選手の転倒に巻き込まれ、右脚脛骨及び腓骨などを骨折。長期の欠場を強いられてしまう。辛うじて最終戦バレンシアGPには参戦したものの、26位で終え、この年は最終的に年間ノーポイントに沈んだ。
2015年はMoto2クラスでのシートを確保することができず、GPから撤退する形となったが、当時Moto2クラスへと参戦する選手を輩出しつつあったFIM CEV Moto2欧州選手権への参戦を開始。引き続き海外でのレース活動を続け、GP復帰への道を模索した。この年からはMoto2クラスで主流となっているカレックスを使用している。
2年目の2016年シーズンには有力チームであるアジョ・モータースポーツからの支援を受け、最終戦バレンシアで自身初優勝を達成、11レース中計8度の表彰台を獲得し総合2位と躍進。また、並行して世界選手権Moto2クラスにもスポット参戦し、日本GPでは14位入賞、GP初ポイントの獲得に成功。そして、翌2017年からのSAG（ストップ・アンド・ゴー）チームによる起用が発表され、3年ぶりのGP復帰が決定した。
復帰1年目、フル参戦としては参戦2年目となる2017年シーズンは、カタルーニャGPや日本GPなど、決勝レース中に転倒を喫する場面も見られたが、いずれも転倒後にレースへと復帰し粘り強く走行を続けたことで、最終的に全レースで完走を果たした数少ない選手の1人となった。最高成績はマレーシアGPでの10位となり、計14ポイントを獲得し総合26位となった。
続く2018年は、この年からMotoGPクラスにステップアップした中上貴晶の後任として、出光ホンダ・チーム・アジアへと移籍。前半戦では低迷していたが、ヨーロッパラウンドの中盤頃からパフォーマンスに改善が見られ、後半戦に入ると安定してポイント圏内に進出。第15戦タイGPではキャリア自己最高の8位を獲得、計27ポイントを獲得して総合20位に浮上した。
2019年は前々年に所属したSAGチームに2年契約で復帰。昨シーズンの後半戦からの好調を維持し、シーズン前半戦から連続してポイント圏内への進出を続けるなど飛躍のシーズンとなっている。第11戦オーストリアGPではキャリア初のポールポジションを獲得し、Moto2クラスとしては史上3人目となる日本人ポールシッターとなった。
2020年はRed Bull KTM Ajoに移籍。開幕戦カタールGPでは予選14番手で迎えた決勝、ファステストラップを連発する圧巻の走りでMoto2クラス初優勝を飾った。新型コロナウイルスの感染拡大による4ヶ月の中断明けに行われた第2戦スペインGPでも2位表彰台を獲得し、絶好調で臨んだ1週間後の第3戦アンダルシアGPだったが、FP3で転倒した際に脳震盪を負い予選15位、決勝11位でこのラウンドを終えた。続く第4戦チェコGPからタイヤが変更されると、それまでの良い感触を失い成績が低迷、予選はQ1敗退が続き、決勝でもトップ10フィニッシュは第6戦スティリアGPの4位と第11戦アラゴンGPの9位のみに終わり、ランキング8位でシーズンを終えた。また、Red Bull KTM Ajo加入時に1年の契約更新オプション付きで契約を交わしており、第9戦カタルーニャGP後にこのオプションを行使し契約を延長、2021年も同チームからMoto2に参戦する予定だったが、第11戦アラゴンGPでKTMの判断で2021年の契約の破棄が決定、チーム代表のアキ・アヨのKTMに対する説得や他チームへの声掛けも実らず、2021年のMoto2参戦は幻となった。その後、スーパーバイク世界選手権やスーパースポーツ世界選手権、全日本ロードレース選手権への参戦を模索し、15チームほどと2021年の契約について協議、アヨからも自身が運営するアジョ・モータースポーツからMotoE参戦を打診されたが、長島自身の「MotoGPマシンに乗りたい」「他のカテゴリーに転向するのはまだ早い」「MotoEには興味ない」との思いからこれらは実現せず、12月31日、2021年のレース活動を休止することを発表した。2021年はホンダと共に様々な仕事を熟し、2022年のロードレース世界選手権復帰を目指すとした。
2021年はホンダのテストライダーを務める傍ら、日テレG+のMotoGP中継のMoto2解説を数戦で担当。9月28日には、若手育成を目的とした「TN45 with MotoUP Racing Team」を発足、全日本ロードレース選手権ST600クラスに参戦することを発表した。レースでは、左肩の手術のために終盤4戦を欠場したロレンツォ・ダッラ・ポルタの代役として、イタルトランス・レーシング・チームから第15戦アメリカズGPと第17戦アルガルヴェGP、最終戦バレンシアGPの3戦に参戦した（第16戦エミリア・ロマーニャGPはMoto2解説のため欠場）。2022年に向けては、いくつかのMoto2参戦チームからオファーがあったというが、これら全てを断り、当初の目的であった同年のロードレース世界選手権復帰は消滅した。
2022年のEWC世界選手権の一戦でもある第43回鈴鹿8時間耐久ロードレースにおいて、Team HRCから参戦。予選で完璧なアタックで2位以下を1秒以上離す2分4秒台のライディングを見せた。ホンダにとっては13年振りのポールポジションの獲得であった。決勝でもホンダにとって8年振りとなる優勝の立役者となった。また、この年のロードレース世界選手権日本グランプリ(モビリティリゾートもてぎ)にホンダレーシングから最高峰MotoGPクラスにワイルドカード参戦。決勝9周目で転倒しリタイアした。その後LCRホンダ・イデミツから中上貴晶の代役として第17戦タイ(チャーン)GP、第18戦オーストラリア(フィリップ・アイランド)GP、第19戦マレーシアGP(セパン)に参戦した。
2023年の鈴鹿8耐に参戦するTeam HRCのラインナップに当初入っていなかった(左足の怪我のリハビリのためエントリー時点では参戦できる状況ではなかったことが理由)。しかし昨年チームメイトとして組んだイケル・レクオーナがMotoGPに代役参戦することに伴い、参戦が決定。怪我を抱えながらもチームの2連覇、チームメイト高橋巧の鈴鹿8耐最多勝タイとなる5勝目に貢献した。
2024年から全日本ロードレース選手権JSB1000クラスに「DUNLOP Racing Team with YAHAGI 」からホンダCBR1000RR-R FIREBLADEで参戦する。

## エピソード
- J-GP2にステップアップした2013年からはテルルによる支援も受けながらレース活動を続けており[18]、Moto2クラスに参戦した2014年及び2017年にはエントリーされたチーム名にもテルルのスポンサーネームが加えられていた。
- 2018年の第11戦オーストリアGPでは、フリー走行でハイサイドによる転倒を起こしたが、この転倒の際に横倒しとなった車体に長島本人の身体が乗り上げるような状態となり、そのままコース外まで車体ごと滑っていくという珍しい光景が見られた。この場面はMotoGPの公式ツイッターによって取り上げられ、「サーフィンを思わせる乗り方」とも表現された[19]。
- 長島もこの様子に反応し、後にサーフィンを模したキャラクターステッカーを自ら使用するようになった。このステッカーは漫画家の藤原らんかによってデザインされたもので、藤原は長島が現在使用しているゼッケン45番のデザインを担当したほか、日本GPのポスターイラストなど二輪レースに携わるデザインを多く手掛けている。
- 同じく2018年には「SASUKE」第36回大会にも初出場。SASUKEに挑戦する現役アスリートの1人として事前番組でも紹介された。1stステージのフィッシュボーンを進む最中にバランスを崩して落下し、リタイアとなった（ゼッケン84）。

## 主なレース戦績
- 2008年 - 全日本ロードレース選手権GP-MONO[国内ライセンス]ランキング1位 TeamProjectμFRS ホンダ・HP250RF
- 2009年 - 全日本ロードレース選手権GP125ランキング12位 TeamProjectμ 7C ホンダ・RS125R
- 2010年 - 全日本ロードレース選手権J-GP3ランキング17位 Projectμ7C HARC ホンダ・RS125R
- 2011年 - 全日本ロードレース選手権GP-MONOランキング1位 Projectμ7C HARC HARC・HP25R
- 2012年 - 全日本ロードレース選手権J-GP3ランキング2位 Projectμ7C HARC ホンダ・NSF250R
- 2013年 - 全日本ロードレース選手権J-GP2ランキング6位 テルル&EM★KoharaRT TSR・	TSR2
- 2013年 - ロードレース世界選手権Moto2参戦 JiR Moto2 モトビ・TSR6（第17戦日本GPにワイルドカード参戦し20位）
- 2015年 - FIM CEV Moto2欧州選手権ランキング7位 TELURU TSR KALEX
- 2016年 - CEVレプソルインターナショナル選手権 Moto2ランキング2位 Ajo Motorsport Academy KALEX
- 2016年 - ロードレース世界選手権Moto2ランキング32位 Ajo Motorsport Academy KALEX
- 2017年 - ロードレース世界選手権Moto2ランキング26位 テルル・SAG・チーム KALEX
- 2018年 - ロードレース世界選手権Moto2ランキング20位 イデミツ・ホンダ・チーム・アジア KALEX
- 2019年 - ロードレース世界選手権Moto2ランキング14位 Onexox TKKR SAG・チーム KALEX
- 2020年 - ロードレース世界選手権Moto2ランキング8位 Red Bull KTM Ajo KALEX
- 2021年 - ロードレース世界選手権Moto2ランキング29位 イタルトランス・レーシング・チーム KALEX

## ロードレース世界選手権
| 年     | クラス | 車両       | チーム                               | 出走数 | 勝利数 | 表彰台数 | PP | FL | ポイント | ランキング |
| ------ | ------ | ---------- | ------------------------------------ | ------ | ------ | -------- | -- | -- | -------- | ---------- |
| 2013年 | Moto2  | モトビ     | JiR Moto2                            | 1      | 0      | 0        | 0  | 0  | 0        | NC         |
| 2014年 | Moto2  | TSR        | Teluru Team JiR Webike               | 11     | 0      | 0        | 0  | 0  | 0        | NC         |
| 2014年 | Moto2  | NTS        | Teluru Team JiR Webike               | 1      | 0      | 0        | 0  | 0  | 0        | NC         |
| 2016年 | Moto2  | カレックス | アジョ・モータースポーツ・アカデミー | 2      | 0      | 0        | 0  | 0  | 2        | 32位       |
| 2017年 | Moto2  | カレックス | テルル MotoUP レーシング             | 18     | 0      | 0        | 0  | 0  | 14       | 26th       |
| 2018年 | Moto2  | カレックス | 出光ホンダ・チーム・アジア           | 17     | 0      | 0        | 0  | 0  | 27       | 20位       |
| 2019年 | Moto2  | カレックス | SAGレーシングチーム                  | 19     | 0      | 0        | 1  | 0  | 78       | 14位       |
| 2020年 | Moto2  | カレックス | Red Bull KTM Ajo                     | 15     | 1      | 2        | 0  | 2  | 91       | 8位        |
| 2021年 | Moto2  | カレックス | イタルトランス・レーシング・チーム   | 3      | 0      | 0        | 0  | 0  | 5        | 29位       |
| 2022年 | MotoGP | ホンダ     | HRCチーム                            | 1      | 0      | 0        | 0  | 0  | 0        | NC         |
| 2022年 | MotoGP | ホンダ     | LCR・ホンダ・出光                    | 3      | 0      | 0        | 0  | 0  | 0        | NC         |
| 合計   |        |            |                                      | 91     | 1      | 2        | 1  | 2  | 217      |            |

- 凡例
- 太字のレースはポールポジション、斜体のレースはファステストラップ

| シーズン | クラス | バイク     | チーム                               | 1       | 2      | 3      | 4      | 5       | 6       | 7       | 8       | 9       | 10     | 11      | 12      | 13      | 14      | 15     | 16      | 17     | 18      | 19      | 20  | 順位 | ポイント |
| -------- | ------ | ---------- | ------------------------------------ | ------- | ------ | ------ | ------ | ------- | ------- | ------- | ------- | ------- | ------ | ------- | ------- | ------- | ------- | ------ | ------- | ------ | ------- | ------- | --- | ---- | -------- |
| 2013年   | Moto2  | モトビ     | JiR Moto2                            | QAT     | AME    | ESP    | FRA    | ITA     | CAT     | NED     | GER     | IND     | CZE    | GBR     | RSM     | ARA     | MAL     | AUS    | JPN 20  | VAL    |         |         |     | NC   | 0        |
| 2014年   | Moto2  | TSR        | テルル・チーム・JiR・ウェビック      | QAT 21  | AME 20 | ARG 31 | SPA 22 | FRA Ret | ITA 28  | CAT 23  | NED 20  | GER 22  | IND 23 | CZE Ret | GBR DNS | RSM     | ARA     | JPN    | AUS     | MAL    |         |         |     | NC   | 0        |
| 2014年   | Moto2  | NTS        | テルル・チーム・JiR・ウェビック      |         |        |        |        |         |         |         |         |         |        |         |         |         |         |        |         |        | VAL 26  |         |     | NC   | 0        |
| 2016年   | Moto2  | カレックス | アジョ・モータースポーツ・アカデミー | QAT     | ARG    | AME    | SPA    | FRA     | ITA     | CAT     | NED     | GER     | AUT    | CZE     | GBR     | RSM     | ARA 23  | JPN 14 | AUS     | MAL    | VAL     |         |     | 32位 | 2        |
| 2017年   | Moto2  | カレックス | テルル・SAG・チーム                  | QAT 19  | ARG 19 | AME 19 | SPA 15 | FRA 21  | ITA 24  | CAT 26  | NED 21  | GER 18  | CZE 17 | AUT 12  | GBR 19  | RSM 13  | ARA 18  | JPN 20 | AUS 18  | MAL 10 | VAL 26  |         |     | 26位 | 14       |
| 2018年   | Moto2  | カレックス | 出光ホンダ・チーム・アジア           | QAT 21  | ARG 17 | AME 19 | SPA 13 | FRA 25  | ITA Ret | CAT 13  | NED DNS | GER Ret | CZE 16 | AUT 15  | GBR C   | RSM Ret | ARA 15  | THA 8  | JPN 12  | AUS 13 | MAL Ret | VAL 12  |     | 20位 | 27       |
| 2019年   | Moto2  | カレックス | Onexox TKKR SAG・チーム              | QAT Ret | ARG 12 | AME 12 | SPA 7  | FRA 11  | ITA 14  | CAT 10  | NED 5   | GER 12  | CZE 9  | AUT Ret | GBR 5   | RSM Ret | ARA Ret | THA 15 | JPN Ret | AUS 10 | MAL 8   | VAL 21  |     | 14位 | 78       |
| 2020年   | Moto2  | カレックス | Red Bull KTM Ajo                     | QAT 1   | SPA 2  | ANC 11 | CZE 11 | AUT Ret | STY 4   | RSM Ret | EMI 23  | CAT 12  | FRA 21 | ARA 9   | TER 14  | EUR 12  | VAL 12  | POR 14 |         |        |         |         |     | 8位  | 91       |
| 2021年   | Moto2  | カレックス | イタルトランス・レーシング・チーム   | QAT     | DOH    | POR    | SPA    | FRA     | ITA     | CAT     | GER     | NED     | STY    | AUT     | GBR     | ARA     | RSM     | AME 16 | EMI     | ALG 21 | VAL 11  |         |     | 29位 | 5        |
| 2022年   | MotoGP | ホンダ     | HRC Team                             | QAT     | IDN    | ARG    | AME    | POR     | SPA     | FRA     | ITA     | CAT     | GER    | NED     | GBR     | AUT     | RSM     | ARA    | JAP Ret |        |         |         |     | NC   | 0        |
| 2022年   | MotoGP | ホンダ     | LCR・ホンダ・出光                    |         |        |        |        |         |         |         |         |         |        |         |         |         |         |        |         | THA 22 | AUS 19  | MAL Ret | VAL | NC   | 0        |